# Tadelakt

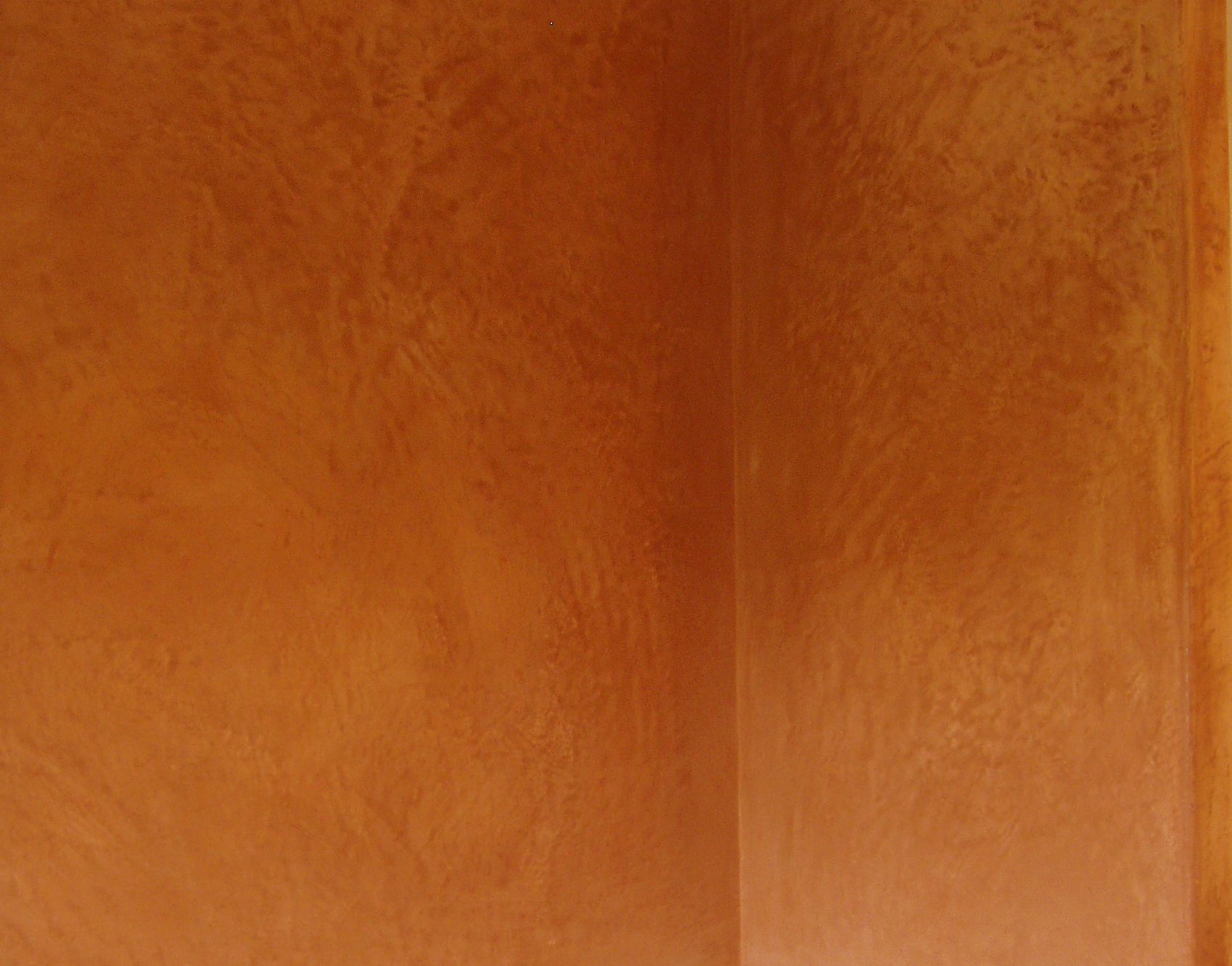
Vägg behandlad med tadelakt

Tadelakt eller marockansk tadelakt är ett kalkputs-baserat ytskiktsmaterial med flertusenårig tradition. Tadelakt har sitt ursprung i Nordafrika och är vanligt förekommande från Marocko i väst till dagens Turkiet i öst. Tadelakt förekommer även i Sydeuropa, då i Italien och Spanien men främst i Frankrike som i spåren av kolonialtiden tog tekniken med sig.
Lämplig yta kan vara sten, tidigare puts, betong eller modernt våtrumsgips. Alla torra ytor med begränsad rörlighet i strukturen är lämpliga, både väggar och golv. Tadelakt har använts som komplement eller tillsammans med kakel och mosaik. Tekniken som används kan variera och sägs vara lätt att lära sig men tar en livstid att bemästra.
Genom att blanda kalkbrukspulver, pulveriserad marmor, mineral eller oxidpigment och vatten i rätt proportioner får man en gräddfilsliknande konsistens som sedan appliceras oregelbundet på en jämn yta med en borste. Efter att ytan fått torka i 24 timmar appliceras ett andra lager som arbetas jämnt med en glätta. Under hela processen kan man "bättra" genom att återfukta ytan innan man tillsätter mer av blandningen. Efter att detta andra lager fått torka behandlas ytan med vatten och slipas slät och glansig med en slät sten i cirkulära rörelser. Detta stänger materialet och gör ytan så gott som vattentät. För att slutligen få ett mer effektfullt djup i ytan och ytterligare förstärka vattenmotståndskraften kan den behandlas med såpa gjord på olivolja eller med bivax. Ytan poleras till efterfrågad glans. Den färdiga ytan har en lång, näst intill obegränsad livstid och sägs vara lika vacker till den dag då huset eller föremålet rasar samman. Exempel på platser man kan beskåda tadelakt i all sin prakt och färgrikedom är i klassiska Hamam - turkiska bad, och i och på fasader och golv i palatsen i Marrakech. Detta är ett material och en teknik som även har börjat användas igen i modern arkitektur.